# Karel Mans
Karel August Mans (Majalengka, 11 november 1913 – Haarlem, 18 februari 1981) was een Engelandvaarder tijdens de Tweede Wereldoorlog. Mans werd samen met de agent Tinus Sutherland (1917-1982) in de nacht van 4 op 5 augustus 1944, in de omgeving van Groot-Ammers, boven Zuid-Holland geparachuteerd. Hij werkte als organisator en security-agent bij het Bureau Inlichtingen (BI). Hij werd door de Sicherheitsdienst (SD) op 10 november 1944 gearresteerd.  Op 12 november 1944 wist hij, na verhoord te zijn, te ontsnappen. Na de bevrijding van Nederland meldde hij zich bij het BI in Eindhoven terug.

## Engelandvaarder
Mans week uit naar Engeland. Eind 1943 bereikte Mans via Barcelona Engeland. Hij reisde onder de schuilnaam 'Burns'. In Londen werd hij opgeleid tot agent van het Bureau Inlichtingen (BI). Het BI werkte nauw samen met de Britse Secret Intelligence Service (SIS). Na zijn opleiding tot radiotelegrafist was hij gereed om boven bezet Nederland te worden geparachuteerd.

## Opdracht
Bij de verbindingscentrale van het Bureau Inlichtingen (BI) in Londen had men diverse malen kunnen vaststellen dat experts van de Sicherheitsdienst en van de Abwehr radiocontact hadden gezocht met het BI in Londen. Bij deze radiocontacten maakten de Duitsers gebruik van in beslag genomen zenders van gearresteerde agenten van het BI. Met originele zendplannen en codes hadden ze geprobeerd om de code-officieren van het BI om de tuin te leiden. Mans kreeg de opdracht een onderzoek in te stellen naar de betrouwbaarheid van de binnen bezet Nederland werkzame agenten van het BI en de organisaties en contactpersonen waarmee de agenten samenwerkten. Na het einde van het onderzoek diende hij zijn bevindingen door de radiotelegrafist Sutherland telegrafisch aan de leiding van het BI te rapporteren.
De tweede opdracht die Mans meekreeg was meer van organisatorische aard; hij kreeg de opdracht een zendgroep op te richten. Deze diende te worden samengesteld uit radiotelegrafisten die op 6 en 7 oktober 1944, door het BI, in het noorden van Nederland, ten behoeve van de zendgroep, boven bezet gebied werden geparachuteerd. De opdracht van Mans had een zeer hoog security-gehalte. Mans had in Londen tijdens zijn opleiding een integere indruk achtergelaten. Daarom verwachtte men bij de leiding van het BI dat Mans volkomen op zijn taak berekend was.

## Plaats van tewerkstelling
Rond half twee in de morgen van 5 augustus 1944 werd het agentenkoppel Mans en Sutherland in de omgeving van Groot-Ammers boven Zuid-Holland geparachuteerd. Om het risico van aanhouding voor Mans en Sutherland zo veel mogelijk te verkleinen was voor de agenten een afwerpterrein gekozen dat was gelegen tussen Rotterdam, Utrecht en Den Haag. Door medewerkers van de spionagegroep Albrecht was het landbouwbedrijf van Krijn Ooms aanbevolen. Ooms woonde in Groot-Ammers aan de zuidoever van de rivier de Lek en had voor de dienst al meerdere onderduikers geholpen. Niets was aan het toeval overgelaten want aan de hand van luchtfoto’s, die door de RAF speciaal voor deze operatie waren gemaakt, werd het pinpoint op een paar honderd meter van het bedrijf bepaald. Als eerste aanloopadres bezochten de agenten Krijn Ooms. Ze droegen zorg voor de berging van hun materiaal en ze troffen tijdens het weekend de voorbereidingen om hun opdracht uit te kunnen voeren.
Op 7 augustus 1944 volgden beide agenten hun bestemming. Sutherland ging op weg naar zijn contactpersonen in Dordrecht en Eindhoven. Het waren personen van wie hij in geval van nood hulp zou kunnen krijgen. Vervolgens reisde hij naar zijn schuiladres bij boer Dirk Boonstoppel in de gemeente Langedijk bij Roosendaal. De afspraak was dat Sutherland daar zou wachten tot Mans hem daar kwam ophalen. Mans reisde naar Rotterdam om zich in verbinding te stellen met een contactman van de spionagegroep Albrecht. Daarna vervolgde hij zijn inspectietocht naar Den Haag en andere plaatsen in het westen van het land. Tijdens zijn radiocontacten met het BI maakte Mans gebruik van de codenamen Simon, Charles, G.Burns, Harry Burns, Vuurtoren, Oosthof, Oostveen en Schamhard. Tijdens zijn contacten in het veld gebruikte hij de schuilnaam Johannes A.K. Oosterhout.

### Veiligheidsonderzoek
Kort na zijn aankomst in Rotterdam ontmoette hij zijn contactman, de kapitein W. van der Mast. Samen met de politie-inspecteur K.C.H. de Pous behoorde Van der Mast tot de medewerkers van het eerste uur van Groep Albrecht. De Pous was de leider van het district Rotterdam en hij woonde in Rotterdam. Van der Mast was de leider van de regio Zuid-Holland. Via Van der Mast had de agent Tony Visser een schuiladres op een woonboot in het oostelijk gedeelte van de Biesbosch gekregen. Vanuit een seinpost in de Biesbosch verzorgde Visser het radiocontact tussen de spionagegroep Albrecht en het BI in Londen. Mans diende uit te zoeken of de zender van Visser was uitgepeild. Tijdens het gesprek met de betrokkenen kwam Mans erachter dat een vergissing met de security-check de communicatiestoornis tussen het BI en de agent Visser had veroorzaakt. Na zijn onderzoek werd de zender weer in gebruik genomen.

### Ontmoeting met Mooiweer
De agent Robbie Mooiweer lichtte Mans in over de agenten die hij in bezet Nederland had ontmoet en met wie hij had samengewerkt. Hij gaf Mans zijn oordeel over hun betrouwbaarheid. Hij gaf ook de locaties door waar de agenten vermoedelijk werkzaam waren. Hij gaf ook zijn oordeel over de mate van betrouwbaarheid van de organisaties en contactpersonen waarmee hij had samengewerkt. Volgens zijn waarneming was er van infiltratie door de SD geen sprake.
Na het bezoek aan Rotterdam reisde Mans naar Den Haag. Voor Groep Packard had hij vanuit Londen een radioset mee gekregen. De zender was bestemd om inlichtingen omtrent de posities van de  Duitse V1- raketopstellingen aan het BI door te geven. Daarna ging Mans op reis om Groep Albrecht en Groep Packard in het westen en het midden van het land te controleren op eventuele infiltraties van de SD. Nadat Mans zijn onderzoek had afgerond liet hij door Sutherland een bericht naar het BI verzenden met daarin de mededeling dat het inlichtingen netwerk dat hij had doorgelicht veilig was. Kort daarna werden door het BI de in bezet Nederland aanwezige agenten met hun seinpost naar het oosten en noorden van het land overgeplaatst.

### Seinpost in Utrecht
Niet ontevreden over de gang van zaken ging Mans op 15 augustus 1944 zijn eigen radiotelegrafist uit Noord-Brabant ophalen. Ze reisden naar Utrecht. In Utrecht werd Sutherland door Mans bij de familie A. van Arkel ondergebracht. Met de hulp van medewerkers van Groep Packardgroep werd het materiaal van Sutherland naar Utrecht overgebracht. De seinpost van Sutherland werd in een leegstaande fabrieksloods ingericht. De loods was gemakkelijk bereikbaar voor Mans en voor de koeriers van Albrecht en Packard. Drie maanden lang seinde Sutherland met succes de inlichtingen, die hem door Mans en de koeriers werden aangeleverd, door naar het BI in Londen. Zelf voerde hij in de omgeving verkenningen uit. Zo was hij in staat om de locatie van V1-stellingen aan het BI door te geven.

## Zendgroep “Vuurtoren”
Alhoewel Mans in Utrecht zat ondergedoken liet hij vanaf begin september 1944 niets meer van zich horen. Strikt tegen de security-regels in ging hij op familiebezoek. Hij bezocht zijn broer en hij nam onder meer afscheid van zijn stervende vader. Eind september 1944 nam Mans weer contact op met Sutherland. Daarna verplaatste hij zich per fiets via de Afsluitdijk naar zijn bestemming in Groningen. Hij meldde zich bij S.P.de Boer, een medewerker van Groep Packard aldaar. Vanuit dit aanloopadres ging hij de seinposten in de noordelijke provincies inrichten. In Groningen, Dokkum en Assen ging hij de opvang voorbereiden van de agenten; Cornelis Hendrik van Bemmel, Gerard Kouwenhoven, Gerhardes Laurentius Ensink en Harmen Koopmans. De agenten waren bestemd voor de Zendgroep “Vuurtoren” en ze zouden op, 6 en 7 oktober 1944  boven de provincies Groningen en Friesland worden geparachuteerd.

### Van Bemmel en Kouwenhoven
In de nacht van 5 op 6 oktober 1944 werd de agent Cornelis Hendrik van Bemmel (1912-1945) samen met agent Gerard Kouwenhoven (1920-2006) in de omgeving van Orvelte, ten oosten van Westerbork, langs het Oranjekanaal, boven Drenthe geparachuteerd. De landing werd vergezeld door containers met wapens en munitie. De wapens en de munitie waren bestemd voor de plaatselijke knokploegen (KP). De agenten werden door een zogenaamd ontvangstcomité, bestaande uit leden van de KP, op het afwerpterrein opgevangen. Hun eerste aanloopadres was dr. Baudoin, een medewerker van Het Nederlandse Rode Kruis in Assen. De volgende dag werden de agenten in een ambulance van het Rode Kruis naar Groningen gebracht. In Groningen werden ze door Karel Mans opgevangen. Mans wees Kouwenhoven aan als zijn adjudant. Daarna reisden de agenten naar hun plaats van bestemming. Van Bemmel reisde terug naar Assen. Hij dook onder bij dr. Baudoin en hij richtte in Assen een seinpost in. Van Bemmel verzorgde vanuit Assen het radiocontact tussen Groep Packard en het BI in Eindhoven.
Mans bracht Kouwenhoven  naar zijn onderduikadres. Het was bij N. van Baalen, de bedrijfsleider van het Gemeentelijk Gasbedrijf in Groningen. De ligging van het huis was voor een onderduikadres geheel ongeschikt. Het huis stond schuin tegenover het bureau van de Ortskommandantur. Kouwenhoven beklaagde zich erover. Mans wuifde de protesten van Kouwenhoven weg.

### Ensink en Koopmans
Het volgende agentenkoppel werd in de nacht van 6 op 7 oktober 1944 in de omgeving van Dokkum, boven Friesland geparachuteerd. Het waren de agenten Gerhardes Laurentius Ensink (1921-1996) en Harmen Koopmans (1920-1945). Na hun parachutering werden de agenten door Mans in Dokkum opgevangen. Ensink kreeg een onderduik- en seinadres in Friesland. Koopmans werd voor een onderduik- en seinadres door Mans naar de stad Groningen overgebracht.

## Arrestatie van Karel Mans
Door onverklaarbare oorzaak - de lezingen lopen sterk uiteen - werd Karel Mans op 10 november 1944 in de stad Groningen door de SD gearresteerd. Tijdens het verhoor werd hij zwaar gefolterd. Hij was niet tegen de gebruikte verhoormethode bestand en sloeg door. Twee dagen later wist hij uit het Scholtenshuis in Groningen te ontsnappen. Na de arrestatie van Mans werd de gehele Zendgroep “Vuurtoren” door de SD opgerold. Er werden zenders uitgepeild. Op diverse plaatsen werden huiszoekingen verricht. Er werden mensen gearresteerd en een enkeling werd ter plaatse dood geschoten.

## Golf van arrestaties

### Sutherland
Op 11 november 1944 werd Sutherland in Utrecht door de SD gearresteerd. Met een door Mans getekend situatieschetsje reden de SD rechercheurs recht op het onderduikadres van Sutherland af. Hij werd gearresteerd en voor verhoor naar de Deutsche Untersuchungs- und Strafgefängnis aan het Wolvenplein in Utrecht overgebracht. Het verhoor werd geleid door SD und SS-Hauptscharführer Heinrich Kurt Otto Haubrock. Om Sutherland te intimideren en te desillusioneren vertelde Haubrock dat hij door Karel Mans was verraden en dat Sutherland onder erbarmelijke omstandigheden vast zat terwijl zijn baas vrij rondliep en met de SD samenwerkte. In het voorjaar van 1945 werd Sutherland, via Kamp Amersfoort, op transport gesteld naar Neuengamme in Duitsland. Ernstig verzwakt en verwond keerde hij medio 1945 naar Nederland terug. Snel specialistisch ingrijpen redde hem het leven.

### Koopmans
Koopmans werd op 10 november 1944 door de SD gearresteerd. Hij werd op 8 maart 1945 bij de Woeste Hoeve op de weg naar Apeldoorn samen met nog honderd en zestien verzetsstrijders terechtgesteld.

### Ensink
Toen in Friesland het bericht bekend werd dat Karel Mans had doorgeslagen werd Ensink door leden van Friese knokploegen (KP) achterna gezeten. Men ging ervan uit dat Ensink met Mans had samengespannen en dat Ensink aan de dood van hun strijdmakker medeplichtig was. Ensink beëindigde zijn opdracht en hij dook onder. Na de bevrijding van Zuid-Nederland meldde hij zich bij het BI in Eindhoven terug.

### Kouwenhoven
Mans vestigde zich op een nieuw onderduikadres. Hij gaf Kouwenhoven opdracht om zijn adreswijziging aan zijn collega agenten van de zendgroep bekend te stellen. Kort daarna bemerkte Kouwenhoven dat het berichtenverkeer werd gestoord. Hij had het gevoel dat zijn  zender werd uitgepeild. Dezelfde dag vond er op zijn onderduikadres een huiszoeking plaats. Kouwenhoven zag kans om zich in een bergkast, met dubbele binnenwand, te verbergen. De rechercheurs van de SD liepen rechtstreeks naar de plaats waar de radio zend ontvanger was opgeborgen. Van Baalen, de huisbaas van Kouwenhoven werd als represaille door de SD ter plaatse doodgeschoten. Kouwenhoven verbleef achttien uren in de kast. In een onbewaakt ogenblik wist hij aan de surveillance van de SD te ontkomen. Hij dook onder tot aan het einde van de oorlog. Na de bevrijding meldde hij zich in Eindhoven bij het BI terug.

### Van Bemmel
In Assen had de SD een wapentransport ontdekt. Baudoin, bij wie Van Bemmel ondergedoken zat, werd door de SD voor deze daad verantwoordelijk geacht en werd door de SD gezocht. Hij dook onder. Als gevolg van deze actie raakte Mans het contact met Baudoin en Van Bemmel kwijt. Door dit voorval kon Van Bemmel de dans ontspringen. Door de militaire inlichtingen die hem door de Knokploeg van Baudoin werden aangeleverd had Van Bemmel tot eind maart 1945 een intensief radiocontact met het BI in Eindhoven.
Op 28 maart 1945 werd de zender van Charles van Bemmel in Assen alsnog door de SD uitgepeild. Hij sloeg op de vlucht toen rechercheurs van de SD het huis van waaruit hij de uitzending verzorgde omsingelden. Er ontstond een vuurgevecht. Van Bemmel doodde twee leden van de SD. Daarna werd hij door een kogel uit een SD pistool dodelijk getroffen.

## Dedebriefing
Na de bevrijding van Nederland meldde Karel Mans zich terug bij het BI in Eindhoven. 
Mans deed zijn verhaal. Hij legde bij het hoofd van het Bureau Inlichtingen, de luitenant kolonel Jan Marginus Somer, een verklaring af. Mans vertelde dat hij op 10 november 1944  in de stad Groningen door de SD was gearresteerd, dat hij tijdens het verhoor zwaar gefolterd werd. Hij vertelde dat hij niet tegen de gebruikte verhoormethode bestand was geweest, dat hij tijdens een zwak moment zijn mond voorbij had gepraat. Hij was doorgeslagen en had de adressen van al zijn medewerkers en de agenten en contactpersonen die hij tijdens zijn werkzaamheden had ontmoet aan de SD bekendgesteld. Hij realiseerde zich dat hij door zijn daad een groot aantal mensen in het ongeluk had gestort. Hij toonde berouw en stelde zelf voor om de zwaarste militaire straffen daarvoor te willen ondergaan.
Jan Somer hechtte veel geloof aan de bekentenis van Mans. Hij nam zonder meer aan dat mondelinge verklaringen van Mans over de arrestatie in november 1944 juist waren. Mans, die door de bekentenis tijdens zijn verhoor door de SD een groot aantal mensen in het ongeluk had gestort, zag kans om op Somers gemoed te werken en zijn kant van het verhaal te doen geloven. In de ogen van Somer ging Mans vrijuit. De verklaring van Kouwenhoven, een getuige die de oorlog had overleefd en Mans van zeer dichtbij had meegemaakt werd terzijde geschoven of niet gelezen. Na de oorlog is er veel en fel gesproken over de zaak Mans. Vooral in Groningen en onder collega’s van Mans was de verbittering groot. In zijn boek beschreef Somer de trieste affaire als volgt:

"Zij, die de gang van zaken hebben bestudeerd en alle omstandigheden tegen elkaar hebben afgewogen, kwamen ten slotte tot de conclusie, dat Mans een zwak ogenblik heeft gehad, toen hij in de klauwen van de SD zijn mond voorbij praatte. Zij hebben bemerkt hoe zwaar Mans gebukt ging onder zijn fout, toen hij zelf voorstelde de zwaarste militaire straffen daarvoor te willen ondergaan. Hij heeft, zonder formeel te zijn berecht, zijn boetekleed gedragen, volkomen bewust, dat niet alleen hij, doch ook vele anderen diep hebben geleden door zijn zwakheid. Ligt het op de weg van buitenstaanders, van wie velen niet beseffen welke loodzware verantwoordelijkheden een geheim agent in oorlogstijd heeft te dragen, om te oordelen over iemand, die zich zijn hele leven de kwelling van een zwak ogenblik zal blijven herinneren?"